# Kirchheim am Ries
Kirchheim am Ries là một xã của Đức. Đô thị này thuộc huyện Ostalb, bang Baden-Württemberg. Đô thị này có diện tích 21,5 km2, dân số là 485 người (năm 2003).